# 炳·廷素拉暖
炳·廷素拉暖将军（RTGS：Prem Tinnasulanon，IPA：[prēːm tīn.ná.sǔː.lāː.nōn]；1920年8月26日—2019年5月26日），泰国军事将领、政治人物，第16任泰国总理，曾任泰國攝政、泰国枢密院院长，被认为是已故泰國國王普密蓬·阿杜德的最高亲信。
他在八年總理任內（1980年—1988年），因成功使經濟高速發展與終結泰國共產黨叛亂等兩大功績而受到讚譽。1998年他被授任相當於王室最高秘書的樞密院院长，致力推廣泰王普密蓬·阿杜德的意識形態和忠君主義，有時還以「國王的代理人」形象在外奔走，並出席重要的軍、政、商名流宴會，一直在軍界享有極大的威望。當2006年軍方推翻民選總理塔克辛的政變發生後，他被塔克辛派指責為「沒收民主」的幕後黑手，但掌權的軍政府一直否認這項指控。

## 政治生涯
炳·廷素拉暖出生于宋卡府，1941年從朱拉隆功皇家军事学校毕业，毕业后一直在军队服役。1959年开始从政，任泰国宪法起草委员会委员，1968年至1971年任参议员，1972年至1973年任议员，1976年进入他宁·盖威迁政府，其后在軍人政權江萨·差玛南的政府中，任内政部副部长和国防部长。
1980年3月12日，廷素拉暖接任总理一职，直至1988年4月28日辭職，由差猜·春哈旺接替。其后，廷素拉暖加入泰国枢密院，由于對國王普密蓬忠心耿耿，得到泰王蒲美蓬的绝对信赖，泰王甚至嘉許他為「清廉的將軍」，因此他能在泰国政界和军方保持强大影响力。譬如1981年本來支持他當首相的少壯派軍系發動政變、推翻廷素拉暖，而本已占領曼谷、勝利在望的少壯派軍系，卻因泰王夫婦支持廷素拉暖的政治表態，使得政變迅速失敗，廷素拉暖重新穩定政局、獲得軍人的集體支持。事後政變的領袖馬儂上校回憶說：「我們（少壯派）的軍力的確可以打贏廷素拉暖的政府軍，但即使我們贏了，我們將會被譴責破壞君主制，我們將如何自處呢？」顯示泰國政局的主導權，已從1973年前的軍事領袖，徹底轉移到泰王蒲美蓬身上。
廷素拉暖執政的八年時期（1980-1988年），在经济和教育方面取得了较大的发展。譬如他實施一系列新經濟政策和泰銖貶值、提振出口，有效緩減1970年代使泰人高度痛苦、動盪叛亂的四大經濟問題：美資大減、賬戶赤字、油價上漲和通貨膨脹，並使經濟穩步成長。他推行的10年义务教育，並从1982年开始实行第6个教育发展五年计划，进一步提高了受教育人数和教学品質。5年间，泰国的高等学校学生人数增长了6％,即从1982 年的26萬2,400人增至1986年的32萬7,100人，占18-23岁年龄组人数的5％左右。接受非正规教育的人数到1986年达到125萬3,000人，增长约17％。他在政治上主張法治，強調議會民主，減少軍人干政，甚至特赦泰國共產黨的核心幹部並成功招安，使共產黨的叛亂軍與勢力元氣大傷，到1990年正式滅亡；外交政策上他堅持獨立自主，反對強權和地區霸權主義，特別是反對共產越南對寮國和柬埔寨的占領與控制。
1988年他在解散國會並改選後，拒絕續任總理，於是由軍人出身、泰國民族黨的主席察猜接任總理。他在卸任的同年得到國王的公開讚譽，稱他在公共事務的處理上極具智慧。1998年他被泰王拔擢為樞密院院長，憑著自己對王室的清廉誠實與忠誠勤勞，長期被國王視為值得信賴的最高心腹。
2006年，民選的塔克辛政府被軍方發動政变推翻後，塔克辛與其支持者指廷素拉暖是政變的幕后策划者。其後接任总理的素拉育·朱拉暖和军人政权首脑颂提·汶雅叻格林上将也是廷素拉暖的亲信，都是王室集團的高層人馬。
2016年，身為樞密院院長的炳·廷素拉暖，於先王普密蓬·阿杜德國喪期間擔任攝政。

## 荣誉和風評
1991年，廷素拉暖家乡宋卡府的一条大桥落成，冠名為「廷素拉暖大桥」以表彰他一生为国为民效力的业绩。
終身未婚的炳・廷素拉暖有十分高超的政治技術，他開明溫和、為政清廉，是泰國軍人中少見享有崇高威望的軍人領袖，眾多軍警高官為表效忠都尊稱他為「炳爸（ป๋าเปรม，Pa Prem）」。在黃衫軍等支持者的眼裡，廷素拉暖是穩定泰國政局的一股力量，但在紅杉軍等批評者眼中，他卻是破壞民主的保守派。泰國那黎宣大學的東南亞問題專家錢伯斯就指出，炳・廷素拉暖協助建立起泰國現有的「君主化軍隊」。他說，「炳・廷素拉暖一再證明他的精明與手段，能阻止或促成政變來增強泰國王室的影響力」。

## 教育
清迈府「廷素拉暖国际学校」也是得名于注重平民普及教育的廷素拉暖总理，在他任内泰国实行十年义务教育。

## 花絮
廷素拉暖在担任泰国总理期间作风十分亲民，他经常应邀在电视台对时勢发表感想，最后常免不了以亲唱一段悦耳的歌曲与广大观众作别，所以被誉为泰王国历史上歌唱最佳的总理。
廷素拉暖曾在2006年6月向軍官學校的學生說軍隊應效忠王室，而不是政府。

## 個人生活
一生沒有組織過家庭，廷素拉暖回應稱「嫁給了」軍隊。廷素拉暖的契子為現任緬甸總理敏昂萊。其與敏昂萊之父相識已久。

## 暗杀企图
2006年3月9日，一枚小炸弹爆炸于曼谷廷素拉暖府门外，两名无辜路人受伤，其中一人为英国游客，路边三辆汽车被毁，泰国警方宣称炸弹藏于一无人凉亭的石凳子下面。
当时的泰国总理他信强烈谴责此次恐怖襲擊事件，並到医院探望了伤者。

## 逝世
廷素拉暖於2019年5月26日因心臟衰竭在曼谷醫院病逝，享年98歲。